# Карат (вміст золота)
Кара́т (позначається: к або кт; за британським правописом: англ. carat, скор.: c або Ct; за правописом США: англ. karat, скор.: k або Kt) — масова частка вмісту дорогоцінного металу (зазвичай золота) у сплаві, що відповідає 1/24 маси усього сплаву (британський карат золота). Використовується як одиниця для характеристики міри чистоти золота. У США каратна система є стандартом, ухваленим федеральним законодавством.

## Походження терміну
Потрапляння до вжитку слова «карат» для вираження проби золота в 24 частинах чистого золота було результатом того, що золотий пенні Пізньої Римської імперії важив 24 карата за масою. Карат також становив 1/24 від золотого динара у Мецці.

## Визначення чистоти золота у каратах
Для визначення чистоти золота у каратах можна скористатись формулою:
C = 24 × (Mg / Mm),
де: 
C — чистота золота у каратах,
Mg — маса чистого золота у сплаві,
Mm — загальна маса зразка матеріалу.
За означенням, чисте золото, або платина, мають 24 карати. Отже, 12 к сплав золота має 50 % чистого золота і 50 % лігатури; 10 к сплав золота має 41,7 % чистого золота і 58,3 % лігатури і т. д.
Відповідність між пробами у тисячних вагових одиницях, та каратах подана у таблиці:
| Карат           | 24   | 23    | 22    | 21    | 20    | 19    | 18    | 17    | 16    | 15    | 14    | 13    | 12    | 11    | 10    | 9     | 8     | 7     | 6     | 5     | 4     | 3     | 2    | 1    |
| Тисячних часток | 1000 | 958.3 | 916.7 | 875.0 | 833.3 | 791.7 | 750.0 | 708.3 | 666.7 | 625.0 | 583.3 | 541.7 | 500.0 | 458.3 | 416.7 | 375.0 | 333.3 | 291.7 | 250.0 | 208.3 | 166.7 | 125.0 | 83.0 | 41.7 |